# 国道19号 (日本)

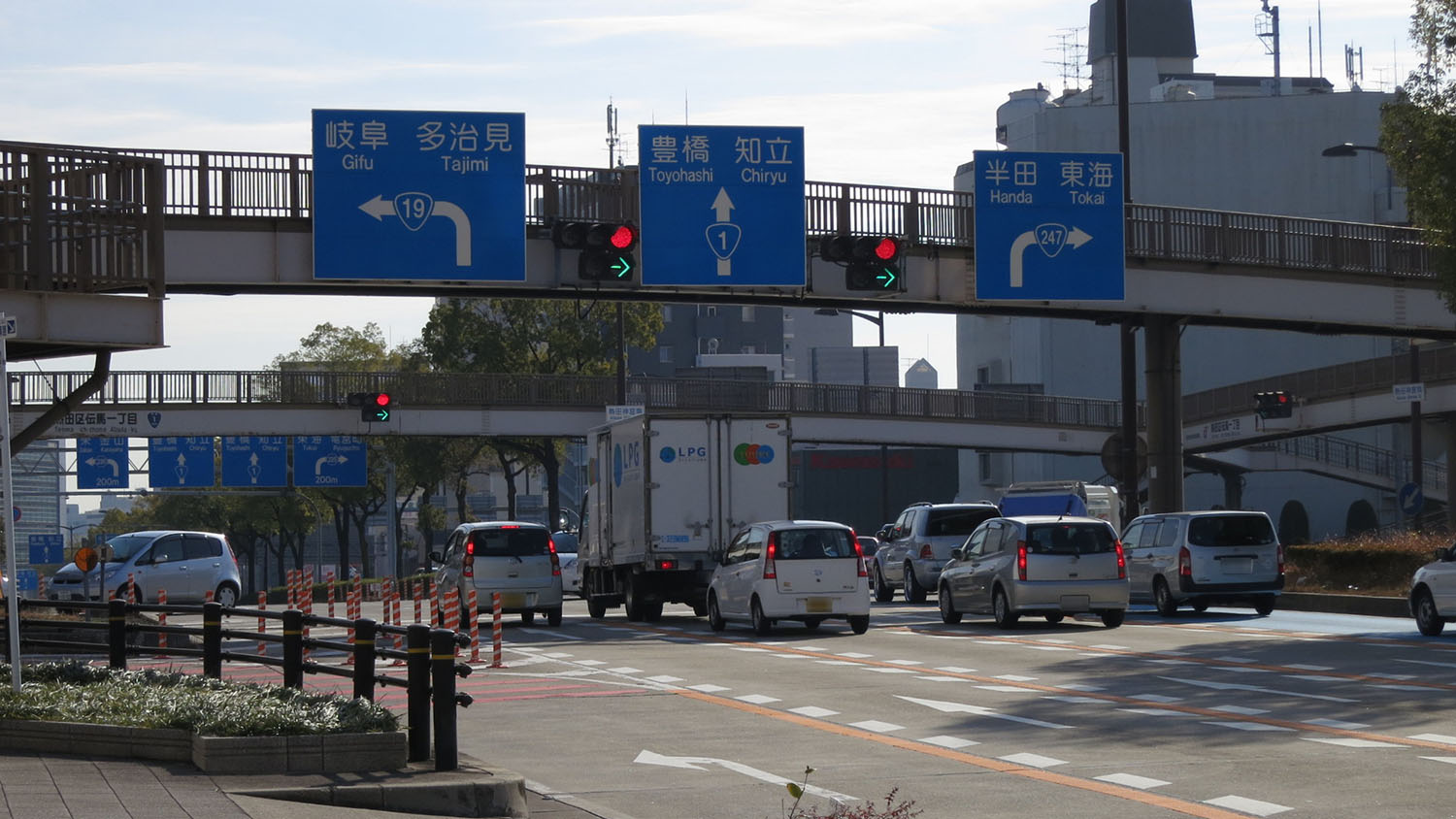
國道19號起點附近（愛知縣名古屋市）

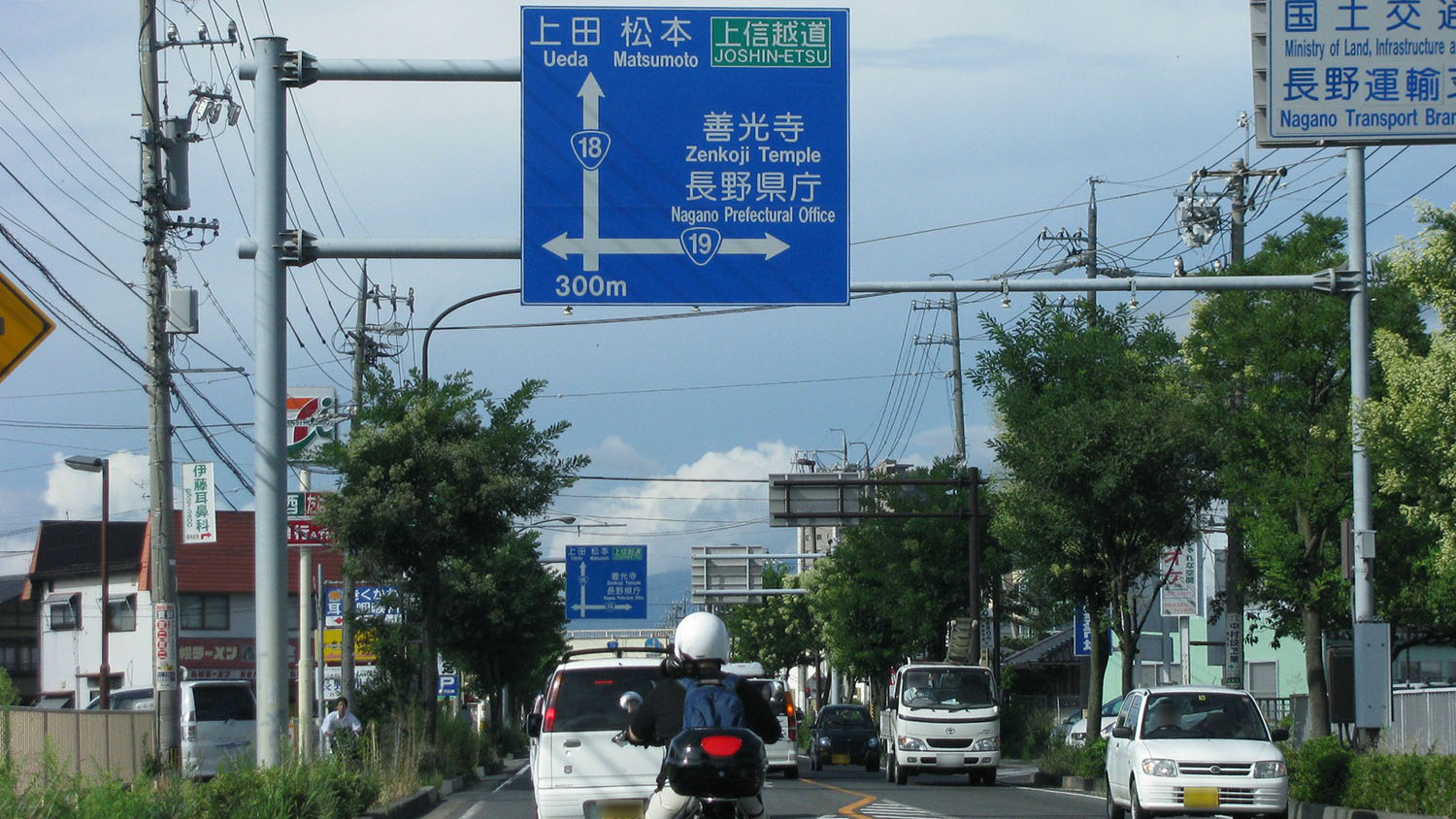
國道19號終點附近（長野縣長野市）

國道19號（日语：／ Kokudō 19-gō */?）是日本一條一般國道，自愛知縣名古屋市起，經岐阜縣中南部與長野縣西部山區，通往長野縣長野市，全長約272.7公里。該路線大致沿舊中山道分布，是中部地區與信州之間的重要幹道之一。
國道19號貫穿多座山岳、峽谷與河谷地形，包含木曾郡等交通要衝，亦與中央本線鐵道大致平行。沿線通過春日井、多治見、中津川、塩尻、松本等地市中心，兼具產業運輸與觀光通行功能。
本路線部分區段設有繞道與立體化改善工程，以強化市區通行效率與山區安全性，為中部內陸交通網的重要一環。

## 歷史
- 1952年12月4日：依據《道路法》，國道19號被指定為一級國道，路線起於愛知縣名古屋市，終於長野縣長野市。[4]
- 1965年4月1日：隨一級與二級國道制度廢止，國道19號改為一般國道，正式定名為「一般國道19號」。[5][6]
- 1970年代起：岐阜縣與長野縣多處市區陸續開闢繞道（バイパス），以紓解原有路段擁擠情形。
- 1990年代以後：中津川市～塩尻市之間的山區路段進行多項隧道與橋梁改良工程，改善冬季通行安全。
- 2010年代至今：部分路段持續進行立體交叉與車道拓寬，並導入防災設施、車流監控與緊急停車帶建設。

## 地理
國道19號橫跨日本中部地區，自愛知縣名古屋市出發，經岐阜縣東濃地方，穿越長野縣木曾谷與中信地方，最終抵達長野市。路線大致沿著舊中山道鋪設，並與中央本線鐵路多段並行，是中部內陸地區交通運輸的重要幹道。
路線前段由名古屋市進入春日井市後，進入岐阜縣南部的多治見、土岐、瑞浪與中津川市，地形起伏逐漸明顯。從中津川市以東，國道19號沿木曾川上游進入長野縣，穿越南木曾町、上松町與木曾町，進入高山峽谷與濃密森林地帶。
在塩尻市附近，地勢轉為高原盆地型，並與國道20號交會。再往東北經過松本市與安曇野市後進入長野盆地，終點設於長野市中心，並與國道18號及國道117號連接。全線涵蓋山區、河谷、平原等多種地形，沿線設有多條隧道與高架橋，以克服地勢挑戰，並提升通行效率與安全性。

### 通過市町村
- 愛知縣：名古屋市中區 → 北區 → 守山區 → 名東區 → 守山區（北部） → 春日井市
- 岐阜縣：多治見市 → 土岐市 → 瑞浪市 → 恵那市 → 中津川市
- 長野縣：南木曾町 → 上松町 → 木曾町 → 木祖村 → 塩尻市 → 松本市 → 山形村 → 朝日村 → 安曇野市 → 長野市

### 主要交會道路
- 國道1號（名古屋市起點交會）
- 國道22號（名古屋市）
- 國道248號（多治見市）
- 國道257號（中津川市）
- 國道20號（塩尻市）
- 國道158號（松本市）
- 國道18號、國道117號（長野市終點交會）

## 未來計劃
國道19號沿線部分區段持續進行道路改善與繞道建設，以因應交通量增加與安全性需求。未來計劃主要包括以下幾方面：
- 繞道（バイパス）建設與延伸

包括春日井繞道、多治見繞道、土岐繞道、瑞浪繞道、恵那繞道、中津川繞道、上松繞道、松本繞道與長野南繞道等，多數為避開市區或山區彎曲路段所設，部分已開通，其餘仍在施工或規劃中。
- 市區道路拓寬與立體化改造

名古屋市、中津川市、松本市與長野市等地區的主要交會路口，陸續實施拓寬工程或立體交叉建設，藉以紓解瓶頸路段壅塞情況。
- 山區防災與通行穩定性強化

木曾地區與飛驒山脈沿線計劃新增邊坡防護設施、隧道照明更新與雪季除冰裝置，以提升惡劣氣候條件下的通行安全。
- 智慧交通系統導入

局部路段將設置即時資訊看板、交通監控設備與氣象警示裝置，作為智慧型公路系統試點，提供駕駛人即時資訊。
這些計劃由中央與地方政府合作推動，依照地區需求與預算進度，逐步分期實施。

## 事故
- 中津川市東濃地區曾於2024年3月連續發生多起車禍，包含重大傷亡事件，當地警方向民眾宣導行車應提高警覺性。[10]
- 2025年6月10日早晨，上松町一條隧道內發生兩輛大型拖車相撞事故，導致當地道路臨時封閉，1人送醫後狀況輕微，通行管制於事故調查後解除。[11]

## 圖像

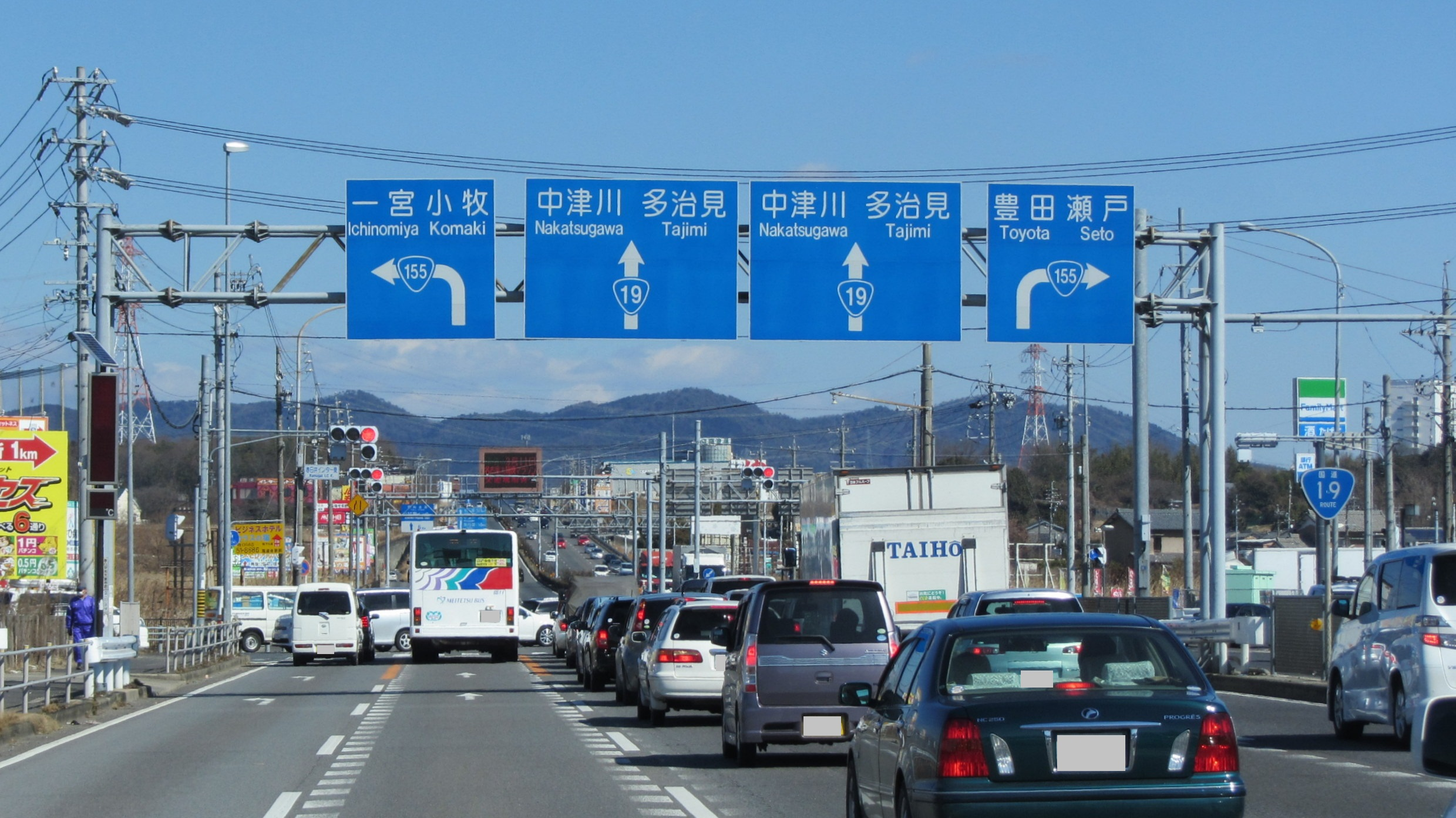
與國道155號交叉 愛知縣春日井市大泉寺町
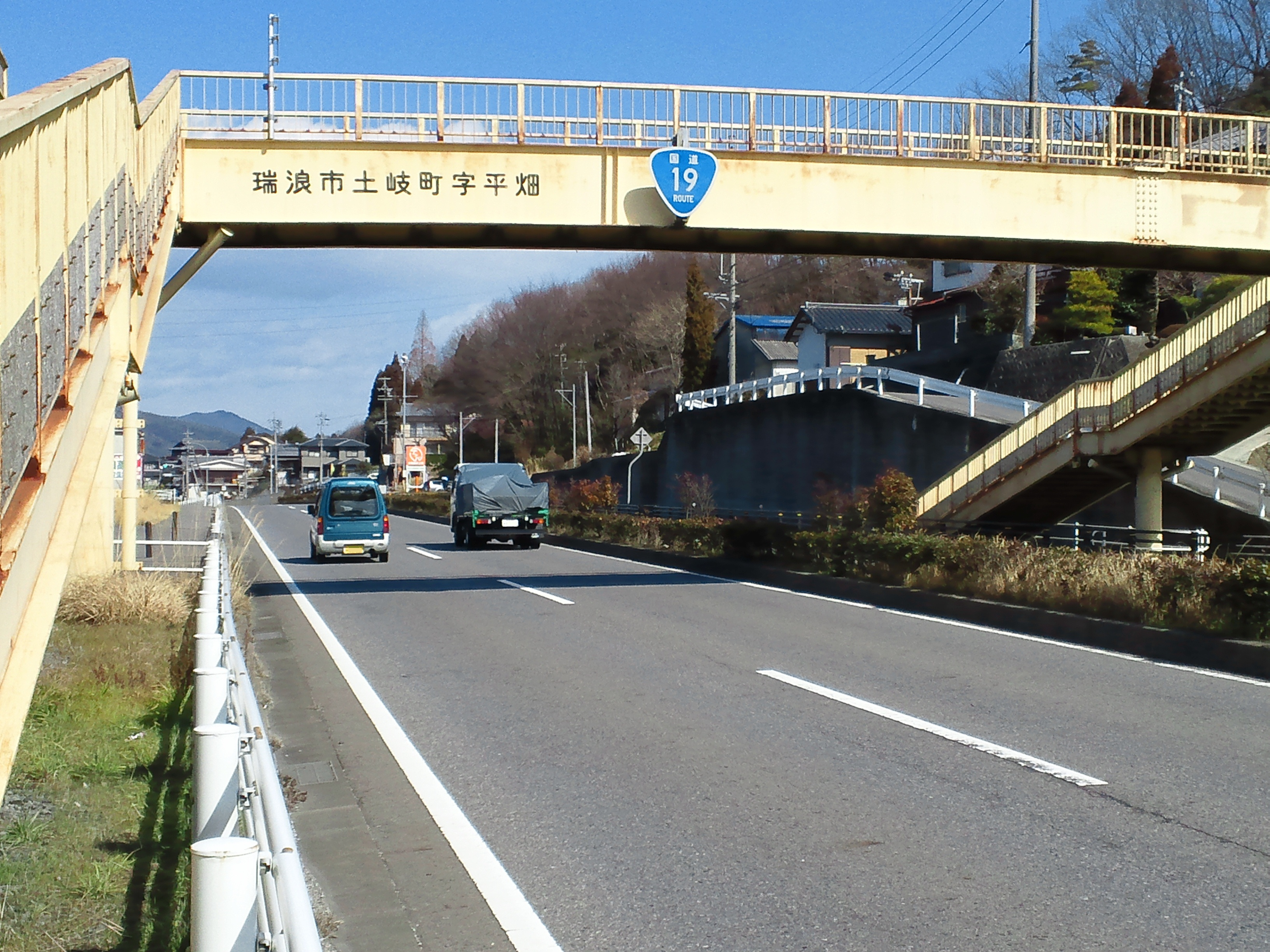
岐阜縣瑞浪市土岐町平畑
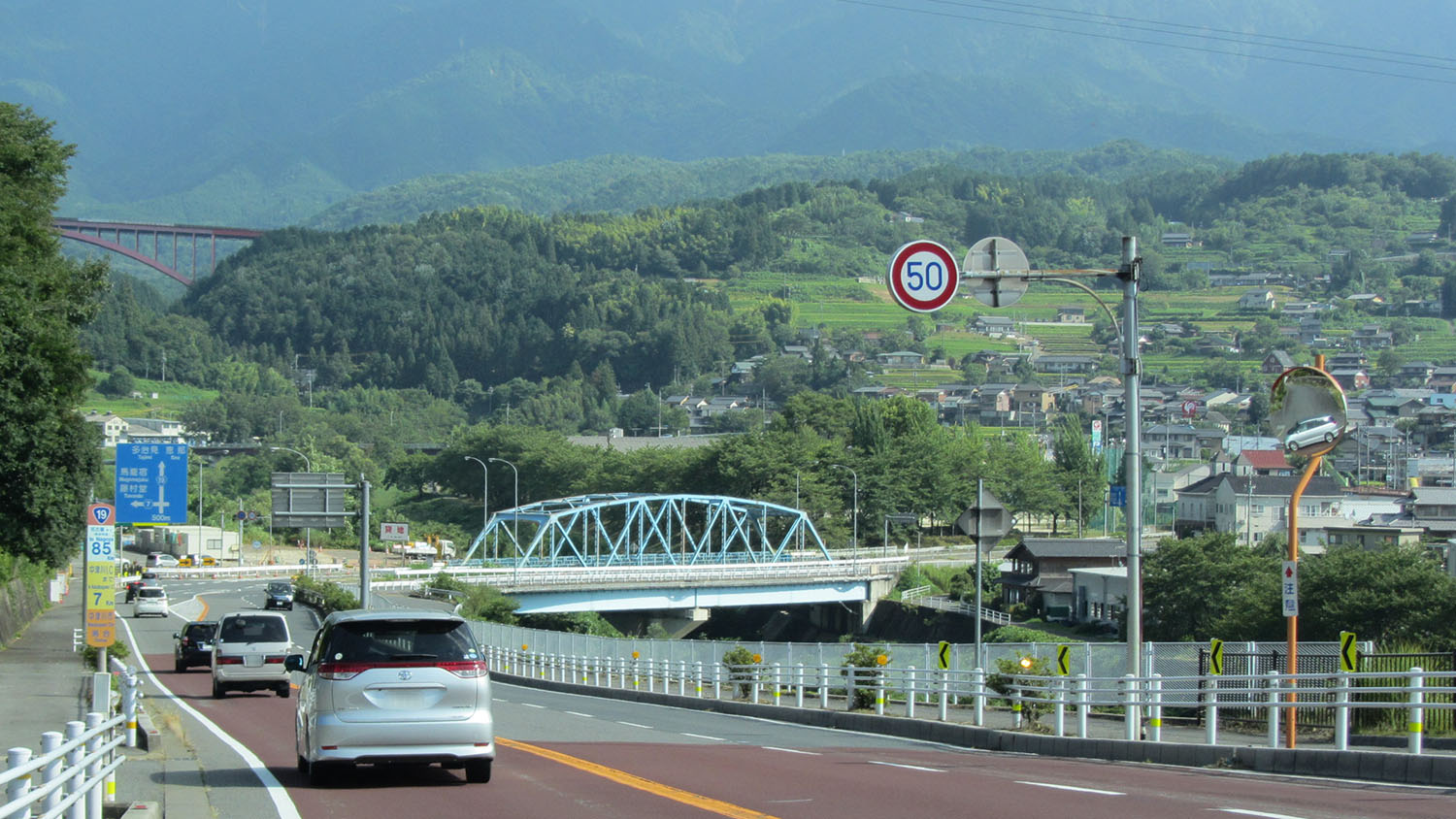
岐阜縣中津川市落合
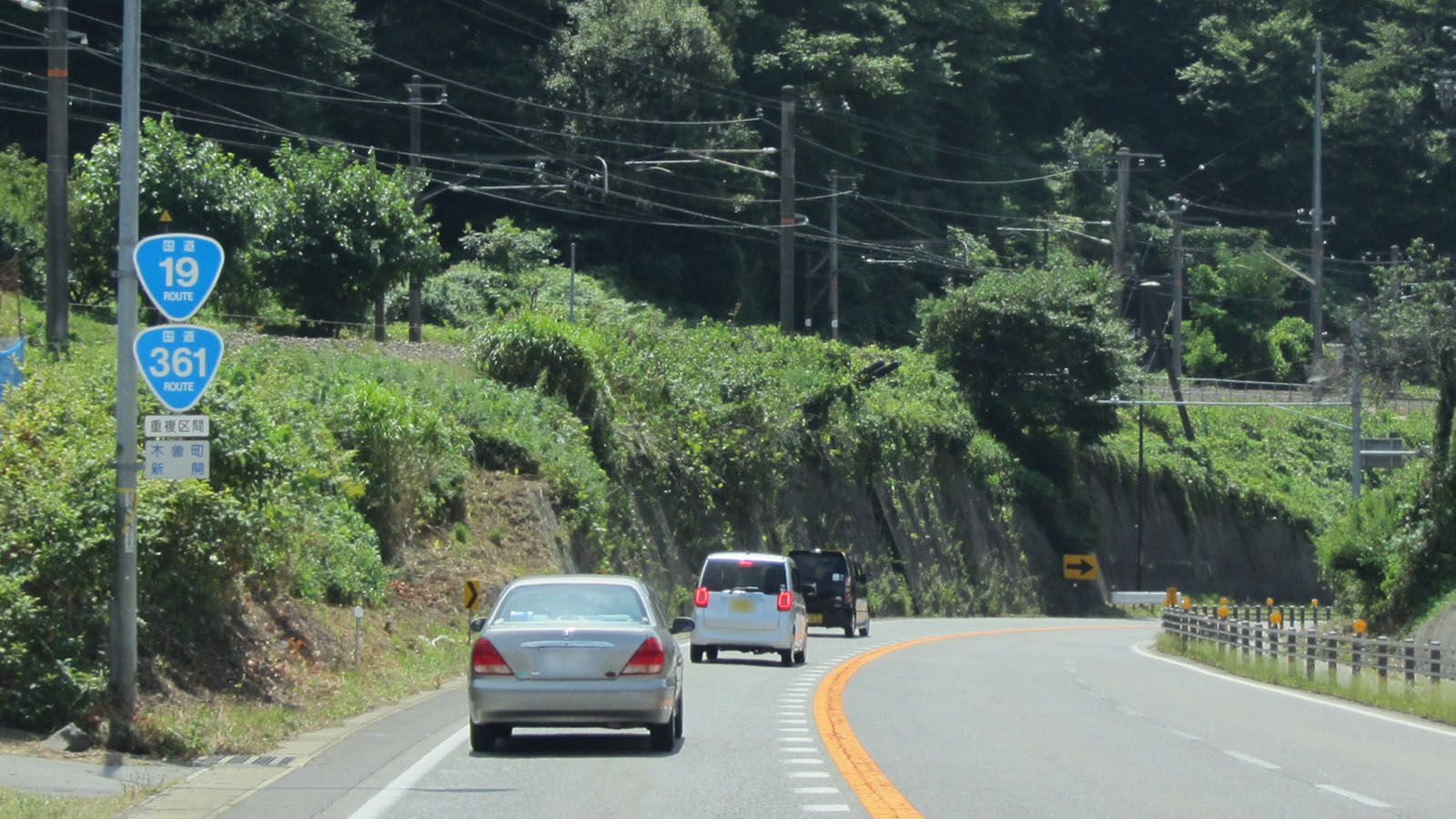
與國道361號重疊路段 長野縣木曾郡木曾町新開
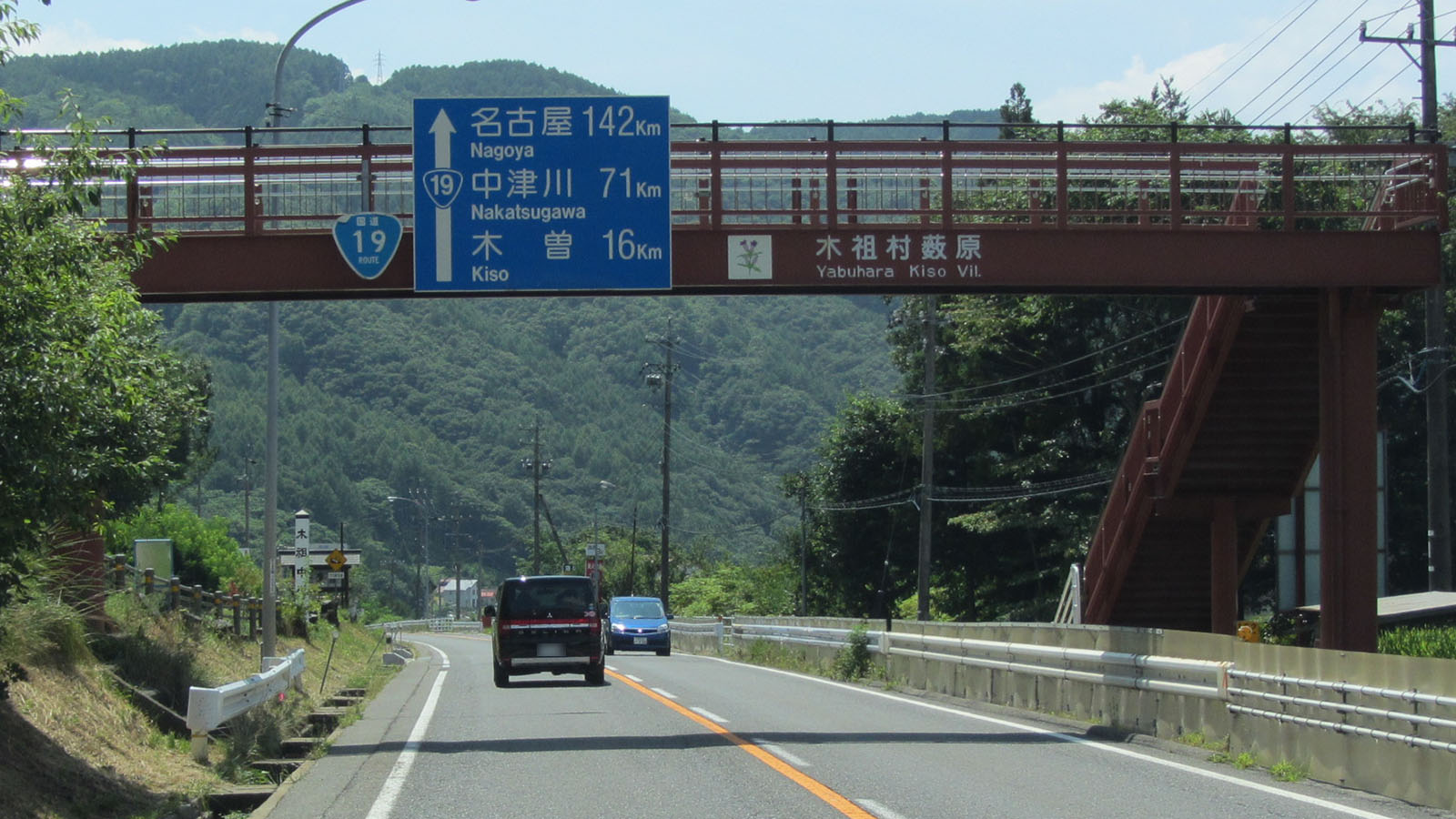
長野縣木曾郡木祖村薮原
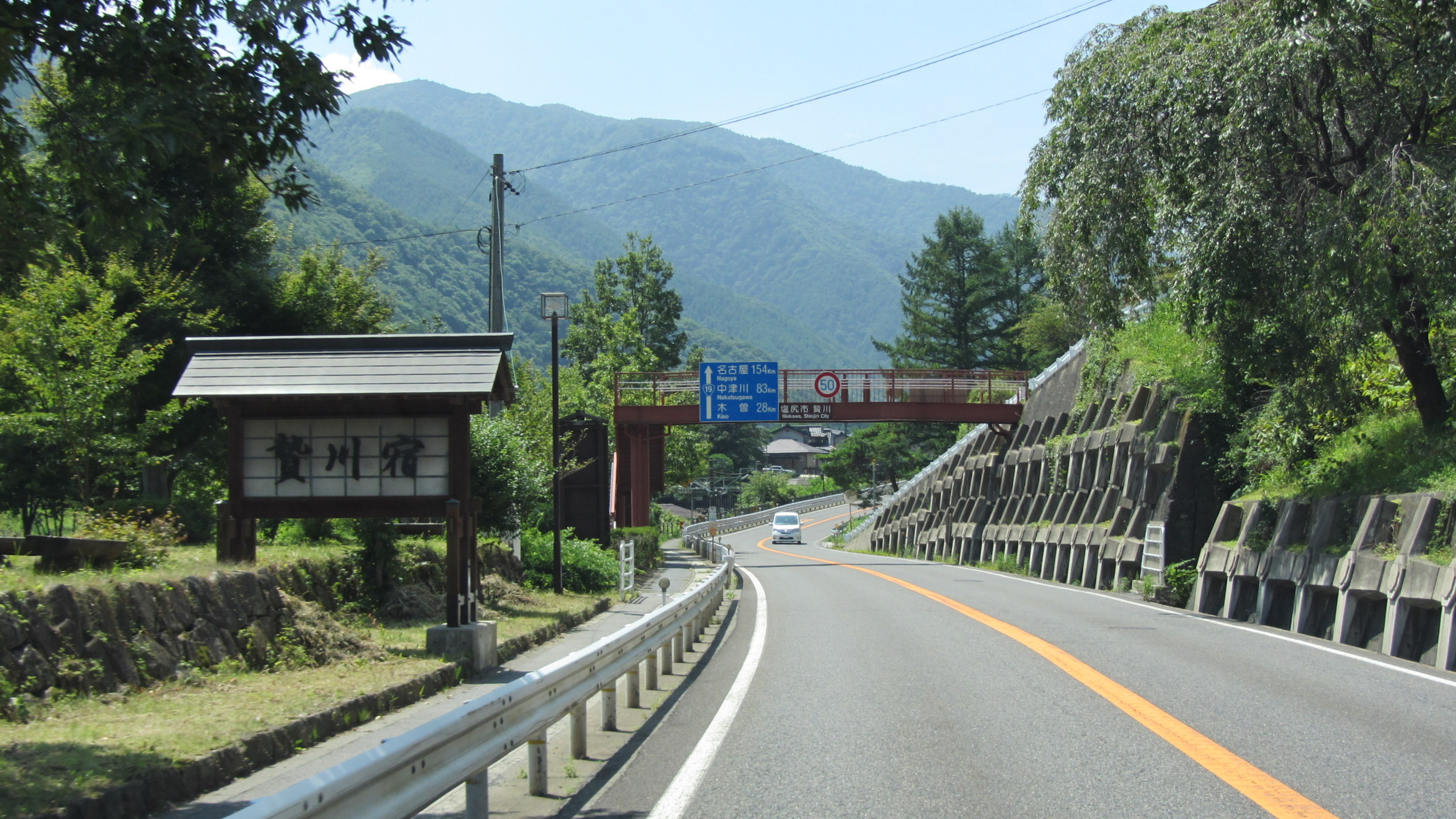
贄川宿附近 長野縣塩尻市贄川
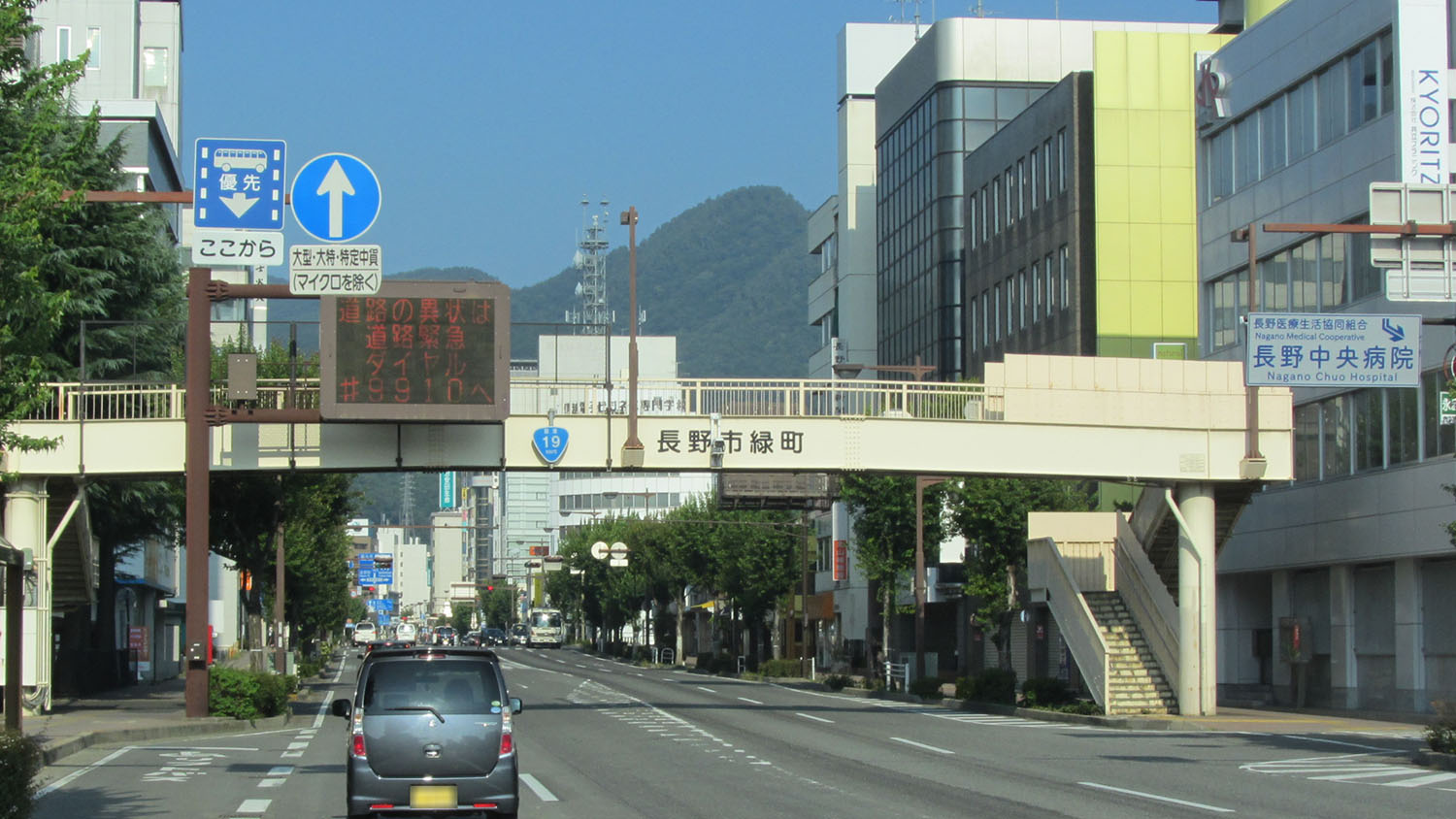
長野市政府附近 長野縣長野市綠町

## 外部鏈接
- 中部地方整備局
  - 名古屋国道事務所
  - 多治見砂防国道事務所
  - 飯田国道事務所
- 関東地方整備局
  - 長野国道事務所